# Bardsir
Bardsir (pers. بردسير) – miasto w ostanie Kerman, w Iranie. W 2014 roku miasto liczyło ponad 37 tys. mieszkańców.